# Abu Musa
La isla de Abu Musa (en persa, ابوموسی - Abū Mūsā) es una isla administrada por Irán 

 en la parte oriental del golfo Pérsico. Tiene una superficie de 12 km². Para Irán forma parte de la provincia de Hormozgan y para los EAU pertenece al . Geográficamente es parte de un archipiélago de seis islas cerca de la entrada al estrecho de Ormuz.
La isla ha sido parte de Irán desde la antigüedad hasta principios del siglo XX, cuando el Reino Unido anexionó la isla, administrándola junto con otras islas controladas por los británicos en el golfo Pérsico, incluyendo lo que hoy son los EAU. A finales de los años 1960, el Reino Unido transfirió la administración de la isla al Sarja nombrado por los británicos, uno de los siete emiratos que más tarde formarían los EAU. Después de que Gran Bretaña anunciara en 1968 que dejaría su hegemonía en el golfo Pérsico, Irán se movió para volver a vincular la isla políticamente al continente. En noviembre de 1971, EAU e Irán llegaron al acuerdo de dar soberanía al primero pero permitieron al segundo estacionar tropas en la isla. 
En 1980, los EAU llevó la reclamación a las Naciones Unidas. El mismo año, Saddam Hussein intentó justificar la guerra Irán-Irak reclamando que uno de los objetivos era "liberar" Abu Musa, así como Tumb Mayor y Menor. En 1992, Irán incrementó su control expulsando a los trabajadores extranjeros que operaban en la escuela financiada por los EAU, clínica médica y estación generadora de energía.
Los apenas 500 habitantes de Abu Musa la llaman "Gap-sabzu" (en persa, گپ‌سبزو), que significa "el gran lugar verde". En antiguos mapas, la isla también aparece como Bumuf o Bum-i Musa, palabra persa que significa "la tierra de Musa/Moisés."

## Para saber más
- Schofield, Richard (2003). Unfinished Business: Irán, the Uae, Abu Musa and the Tunbs. Londres: Royal Institute of International Affairs. ISBN 0-905031-90-3.